# Romanya
|  | Per a altres significats, vegeu «Emília-Romanya». |

|  | No s'ha de confondre amb Romanyà. |

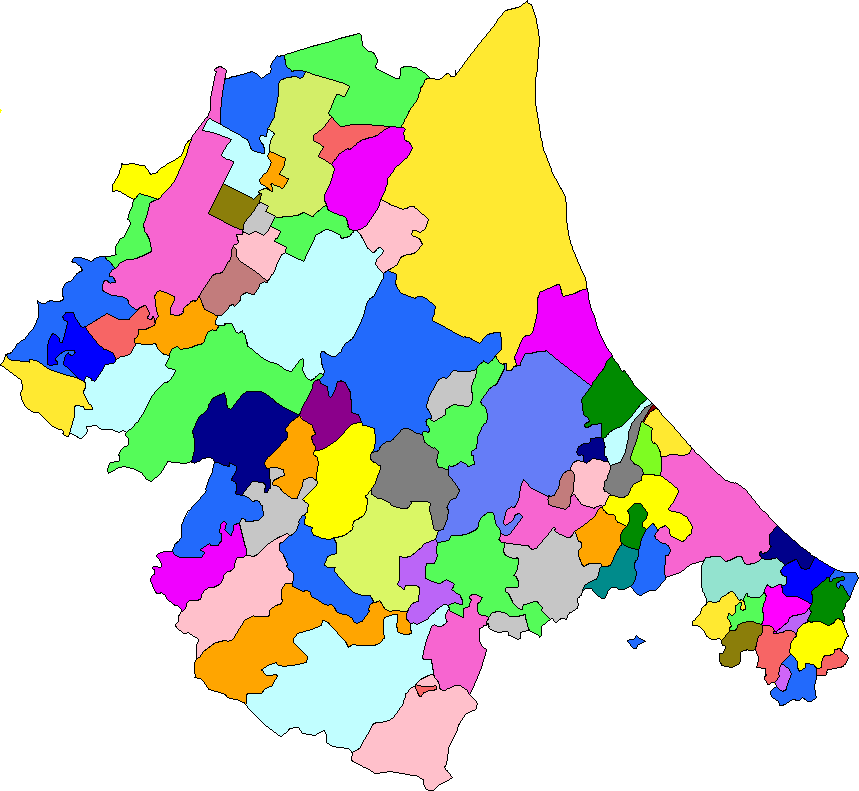
Mapa de la Romanya amb els municipis que la componen

La Romanya (Romagna en italià, Rumâgna en idioma romanyol) és una regió històrica de la Itàlia central que actualment forma part de la regió d'Emília-Romanya. Està formada per les actuals províncies de Ravenna, Forlì-Cesena, Rímini i parts de la província de Bolonya (rodalia d'Imola). Una petita part de la Romanya es troba també a les regions de les Marques i de la Toscana.